# Manhoué
Manhoué é uma comuna francesa na região administrativa de Grande Leste, no departamento de Mosela. Estende-se por uma área de 4,1 km². Em 2010 a comuna tinha 145 habitantes (densidade: 35,4 hab./km²).